# Kehrichtheizkraftwerk Hagenholz
Das Kehrichtheizkraftwerk Hagenholz ist eine Kehrichtverbrennungsanlage mit zwei Linien im Gebiet Hagenholz des Zürcher Quartiers Saatlen. Es ist eines von zwei Kehrichtheizkraftwerken von Entsorgung + Recycling Zürich und eine von sechs Kehrichtverbrennungsanlagen im Kanton Zürich.
Das Werk hat eine Jahreskapazität von 245'000 Tonnen und eine thermische Leistung für Fernwärme von 84 MW sowie eine elektrische Leistung von 17 MW. Das Kehrichtheizkraftwerk Hagenholz wurde 2010 für ca. 235 Mio. Franken und erneut 2014/2015 modernisiert. Gemeinsam mit dem Heizkraftwerk Aubrugg versorgt die Anlage den grössten Teil des Fernwärmenetzes der Stadt Zürich, welches mit 150 Kilometern Länge rund 80'000 Wohnungen versorgt. Es handelt sich laut WWF Zürich um «eines der modernsten Kehrichtheizkraftwerke in Europa».
Im Frühjahr 2015 wurde durch eine Volksabstimmung beschlossen, dass das Kraftwerk für 38,9 Mio. Franken um eine zusätzliche Anlage zur Metallrückgewinnung erweitert werden soll.